# Siegfried Loch

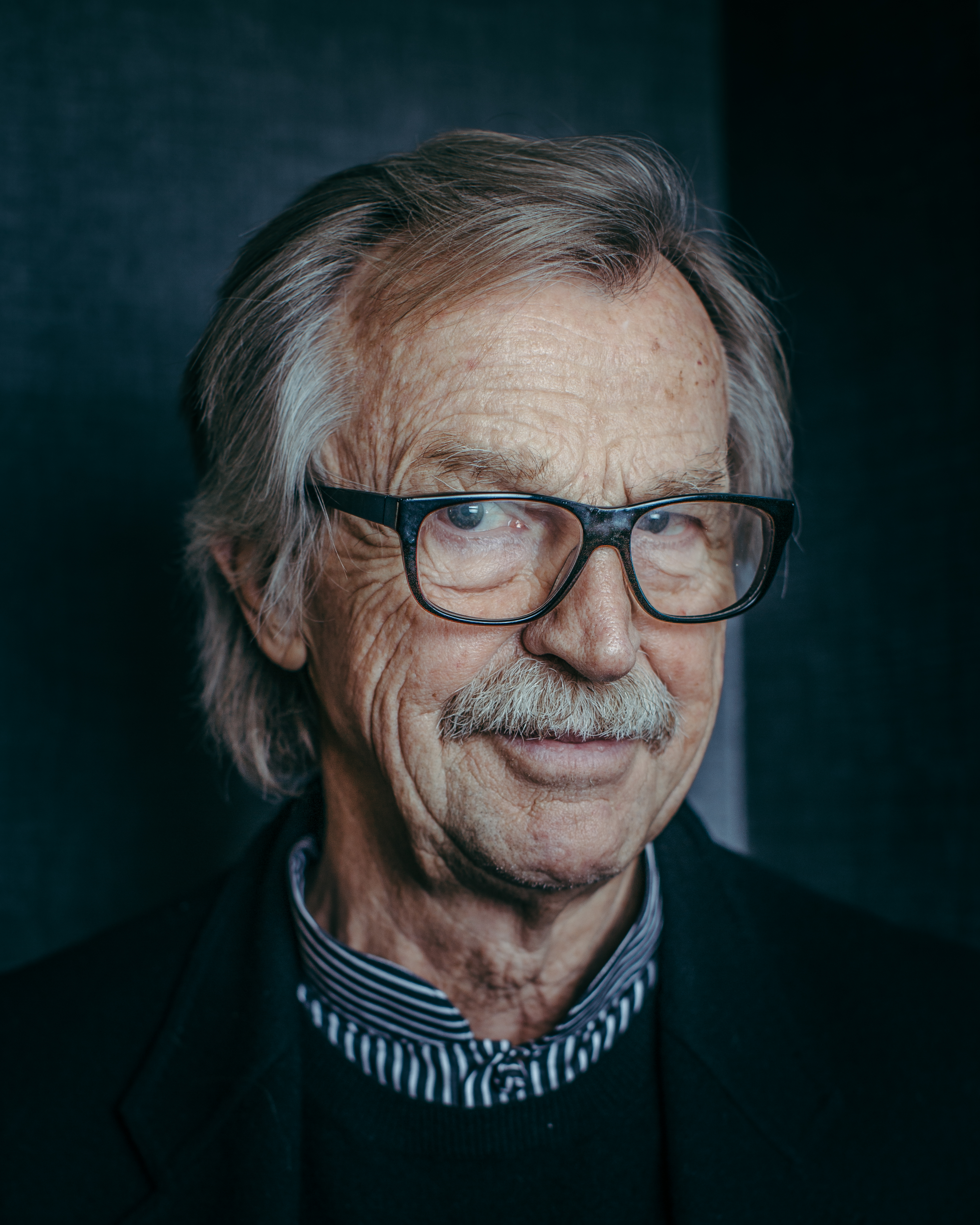
Siggi Loch 2017 (c) ACT / Sophia Spring

Siegfried „Siggi“ Loch (* 6. August 1940 in Stolp, Pommern) ist ein deutscher Musikmanager, Produzent und Gründer des Jazzlabels ACT.

## Leben
Loch wurde in Stolp (jetzt Słupsk in Polen) geboren und wuchs zunächst in Merseburg auf. 1951 flüchtete seine Familie aus der DDR nach Hannover. 1954 brachte ihn ein Sturz beim Seifenkistenrennen am Lindener Berg auf die Titelseite der Hannoverschen Presse; im Folgejahr belegte er den zweiten Platz und qualifizierte sich für das Rennen in Duisburg-Wedau. Der Besuch eines Jazzkonzerts von Sidney Bechet 1956 in Hannover begeisterte ihn für den Jazz und ließ bei ihm den Wunsch entstehen, selbst Jazzplatten herauszugeben. Als Amateurschlagzeuger leitete er von 1956 bis 1960 die Band „Red Onions“. 1960 wurde er schließlich Vertreter für EMI Electrola. Kurz nachdem er 1962 zu Philips Ton gewechselt war, hörte er in Düsseldorf Klaus Doldinger, den er zu Plattenaufnahmen überredete. Das war seine erste Arbeit als Produzent. Bei Philips Ton leitete er den Bereich Jazz, brachte aber neben Jazzmusikern wie George Gruntz, Ingfried Hoffmann, Klaus Weiss, Attila Zoller auch das American Folk Blues Festival und Beat-Gruppen wie The Searchers und The Rattles sowie die Spencer Davis Group und Jerry Lee Lewis heraus.
Schon früh wollte Loch eigentlich ein eigenes Jazzlabel gründen. Doch Liberty-Chef Al Bennett, der über die Beatles von ihm gehört hatte, überredete ihn 1966, Deutschlandgeschäftsführer der neu gegründeten Liberty/United Artists Records und des Metric Musikverlags in München zu werden, was er bis 1970 blieb. Er produzierte u. a. weiter Klaus Doldinger, Jean-Luc Ponty (für Pacific Jazz), Katja Ebstein und Sigi Schwab. 1971 war er Gründungsgeschäftsführer von WEA Music in Hamburg, der späteren Warner Music Germany, und des MUZ Musikverlags München. Bei Warner verhalf er u. a. Marius Müller-Westernhagen, Al Jarreau und Heinz Rudolf Kunze zum Durchbruch. 1975 wurde er Vizepräsident von WEA International und von 1983 bis 1988 Präsident der WEA Europa in London.

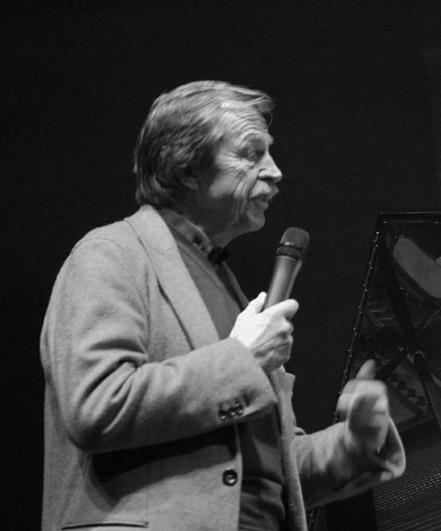
Siggi Loch beim St. Ingberter Jazzfestival (2008)

1988 verwirklichte Loch seinen Traum, ein eigenes Label zu gründen und schloss sich für die ACT Music & Vision mit den Vertretern der Neuen Deutschen Welle Annette Humpe und Jim Rakete zusammen. 1989 endete die Partnerschaft mit Rakete und Humpe und 1992 gründete Loch das reine Jazzlabel ACT Music & Vision in Hamburg. Im gleichen Jahr begann er wieder zu produzieren und hatte mit der „Jazzpaña“ (Vince Mendoza und die WDR Big Band Köln) gleich zwei Grammy-Nominierungen in den USA. 1993 gründete er emócion, ein Label für Flamenco Musik. 1998 zog er samt ACT nach Feldafing bei München. 2003 zieht ACT nach München, wo sich bis heute der Firmensitz befindet, auch wenn Loch seit 2008 in Berlin lebt. Besondere Erfolge hatte Loch mit dem schwedischen Funk-Jazzer Nils Landgren, den er bei JazzBaltica 1994 hörte, mit dem Trio des 2008 verstorbenen Pianisten Esbjörn Svensson, mit dem Schlagzeuger Wolfgang Haffner und zuletzt mit der koreanischen Sängerin Youn Sun Nah und den Pianisten Leszek Możdżer, Michael Wollny und Vijay Iyer. Ein weiterer Schwerpunkt ist für ihn die Förderung junger deutscher Jazzmusiker in der Reihe ACT Young German Jazz. Nach eigenen Angaben werden die Gewinne bei ACT systematisch in den Aufbau eigener Künstler reinvestiert.
Loch, der Musiker aus der Perspektive des Fachkenners und des guten Freundes fotografierte, nutzte die entstandenen Bilder auch für die Illustration von Alben. Seit 2011 kuratiert er die Konzertreihe Jazz at Berlin Philharmonic in der Berliner Philharmonie; die Reihe bringt unter wechselnden Themen internationale Jazz-Künstler in neuen, einmaligen Konstellationen auf die Bühne. Zahlreiche Höhepunkte der Reihe sind als Alben auf ACT erschienen.
Loch war 1973 Gründungsmitglied der Deutschen Phonoakademie, in deren Vorstand er bis 1982 saß, und ab 1975 Vorstand im „Bundesverband der Phonographischen Wirtschaft“ (IFPI). Er ist neben dem ECM-Produzenten Manfred Eicher sowie den Enja-Gründern Matthias Winckelmann und Horst Weber einer der bedeutendsten deutschen Jazzproduzenten.
Gemeinsam mit seiner Frau Sissy, mit der er seit 1964 verheiratet ist, gründete Loch 2012 nach der Versteigerung eines Teils ihrer Kunstsammlung die Siggi & Sissy-Loch-Stiftung für Menschen und Tiere in Not.

## Preise und Auszeichnungen
- 1998: Jahrespreis der deutschen Schallplattenkritik
- 2010: Ritterkreuz I. Klasse des schwedischen Nordstern-Ordens[4]
- 2012: Skoda Jazz Award
- 2010 / 2011 / 2012 / 2013: Echo Jazz für ACT als Label des Jahres
- 2014: Verdienstkreuz der Bundesrepublik Deutschland
- 2017: Königlich-norwegischer Verdienstorden in der Klasse des Kommandeurs

## Schriften
- Plattenboss aus Leidenschaft, Autobiografie, Edel, Hamburg 2010, ISBN 978-3-941378-81-0.
- A Life in the Spirit of Jazz, Erzähl-Bildband, Edel, Hamburg 2020, ISBN 978-3-8419-0753-0.